# Libertador (Monagas)
Pour les articles homonymes, voir Libertador.
Libertador est l'une des treize municipalités de l'État de Monagas au Venezuela. Son chef-lieu est Temblador. En 2011, la population s'élève à 45 274 habitants.

## Géographie

### Subdivisions
La municipalité possède trois paroisses civiles et une parroquia capital, traduite ici par « capitale » (en italiques et suivie d'une astérisque) avec, chacune à sa tête, une capitale (entre parenthèses) :
- Capitale Libertador * (Temblador) ;
- Chaguaramas (Chaguaramas) ;
- Las Alhuacas (Las Alhuacas) ;
- Tabasca (Tabasca).